# (21437) Georgechen
(21437) Georgechen (1998 FG117) – planetoida z pasa głównego asteroid okrążająca Słońce w ciągu 4,28 lat w średniej odległości 2,64 j.a. Została odkryta 31 marca 1998 roku.